# Мегаземлетрясение
Суперземлетрясение (землетрясение от мегатолчка, англ. Megathrust earthquake) — землетрясение между тектоническими пластинами земной коры, которое происходит в зонах субдукции на разрушенных границах плит (конвергентных границах), когда одна тектоническая плита этой зоны сталкивается с другой. Этот тип землетрясений является самым мощным на планете, с магнитудой выше 9,0. Никакой другой известный вид источников активности не производит землетрясений такого масштаба.

## Терминология
В разрывах земной коры одна сторона плиты выталкивается вверх по отношению к другой, именно этот тип движения известен как толчок. Термин «мегатолчок» не имеет общепринятого чёткого значения, но используется для описания чрезвычайно большого надвигания плит одна на другую, как правило, сформированного в пределах зоны субдукции, в такой как Сунда.

## Территория
Наибольшие зоны субдукции относятся к Тихому и Индийскому океанам и связаны с вулканической активностью Тихоокеанского огненного кольца. Поскольку землетрясения в этой зоне деформируют дно океана, они зачастую приводят к появлению цунами, которые, как известно, сопровождаются интенсивными толчками на протяжении определённого периода времени, вплоть до нескольких минут.

## Самые сильные землетрясения с начала XX века
| Таблица самых сильных землетрясений XX века | Таблица самых сильных землетрясений XX века | Таблица самых сильных землетрясений XX века | Таблица самых сильных землетрясений XX века |
| Место                                       | Дата землетрясения                          | Сила землетрясения                          | Координаты                                  |
| ------------------------------------------- | ------------------------------------------- | ------------------------------------------- | ------------------------------------------- |
| 1. Чили                                     | 22 мая 1960                                 | 9,5                                         | −38,24/-73,05                               |
| 2. Пролив Принца Уильяма, Аляска, США       | 28 марта 1964                               | 9,2                                         | 61,02/-147,65                               |
| 3. У западных берегов Южной Суматры         | 26 декабря 2004                             | 9,1                                         | 3,30/95,78                                  |
| 4. Камчатка                                 | 4 ноября 1952                               | 9,0                                         | 52,76/160,06                                |
| 5. Япония                                   | 11 марта 2011                               | 9,0                                         |                                             |
| 6. У побережья Эквадора                     | 31 января 1906                              | 8,8                                         | 1,0/-81,5                                   |
| 7. Рет острова, Аляска, США                 | 13 октября 1963                             | 8,7                                         | 51,21/178,50                                |
| 8. Южная Суматра, Индонезия                 | 28 марта 2005                               | 8,6                                         | 2,08/97,01                                  |
| 9. Андреяновские острова, Аляска, США       | 4 февраля 1965                              | 8,6                                         | 51,56/-175,39                               |
| 10. Ассам, Тибет                            | 15 августа 1950                             | 8,6                                         | 28,5/96,5                                   |
| 11. Курильские острова                      | 13 октября 1963                             | 8,5                                         | 44,9/149,6                                  |
| 12. Банда море, Индонезия                   | 1 февраля 1938                              | 8,5                                         | −5,05/131,62                                |
| 13. Камчатка                                | 3 февраля 1923                              | 8,5                                         | 54,0/161,0                                  |

## Прогнозирование
Одной из актуальных задач является прогнозирование места и силы землетрясения, основанное на наблюдениях за флуктуациями полей Земли. Фундаментальная задача — прогноз не только места и силы, но и времени землетрясения — решено только в некоторых случаях.
Землетрясения могут вызываться искусственно (например, ядерными взрывами).
Точно предсказать появление землетрясения пока невозможно, хотя есть ряд методов прогнозирования (например, биофизических).

## Ресурсы интернета
- Giant Megathrust Earthquakes — Natural Resources Canada